# ردیاب صوتی
ردیاب‌های صوتی بر اساس این اصل ساده فیزیک کار می‌کنند که امواج صوتی پس از برخورد با یک مانع
سخت مجدداً منعکس می‌شوند. یکی از موارد استفاده از ردیاب‌ها صوتی در زیر دریایی هاست. استفاده از
ردیاب‌ها صوتی زیر آب بهترین راه تشخیص مکان، سرعت و فاصله اجسام اطراف است. حیواناتی مانند دلفین
ها و خفاش‌ها از ابتدا خلقتشان از ردیاب‌ها صوتی درون بدنشان استفاده کرده‌اند، اما انسان تقریباً از قرن
بیستم به استفاده از این ردیاب‌ها روی آورد. در زمان جنگ‌ها بزرگ قرن بیستم زیردریایی‌ها از ردیاب
صوتی برای تشخیص موقعیت دشمن استفاده می‌کردند و امروزه از آن‌ها برای نقشه‌برداری بستر دریاها یا
جانورشناسی (گوش دادن به صدای وال‌ها ودلفین‌ها و…). به ردیاب‌ها صوتی زیر آب سونار(sonar) گفته
می‌شود. این اسم هم وزن کلمه رادار(radar) است و به علت شباهت تقریبی، این نام را انتخاب کرده‌اند.

## ردیاب‌های صوتی چگونه کار می‌کنند
امواج صوتی با سرعت۱۵۰۰متر بر ثانیه، در آب دریا منتشر می‌شوند. بادانستن این عدد وزمانی که امواج
صوتی می‌روند، به جسم مورد نظر برخورد می‌کنند و بر می‌گردند، می‌توان فاصله جسم را محاسبه کرد.
مثلاٌ:اگرمدت زمان برگشت یک دسته امواج صوتی ۴ثانیه، فاصله آن جسم تا زیر دریایی۳۰۰۰ متر است:
۶۰۰۰= ۴× ۱۵۰۰ متر ۳۰۰۰ =۲÷۶۰۰

## شنیدن به جای دیدن
خفاش‌های حشره خوار از حنجره اشان و خفاش‌های میوه خوار با زدن زبان به سقف دهانشان صداهایی تولیدمی
کنند که گوش انسان قادربه شنیدن آن نیست.
این صداها پس از برخورد به موانع سر راهشان به طرف آن‌ها بر می‌گردد. خفاش‌ها به کمک گوش خود که
برای این کار تخصص پیدا کرده‌است، فاصله خود را از موانع می‌فهمند و راه را پیدا می‌کنند. خفاش‌ها در
بعضی موارد نیز بدون تولید صدا و تنها با حافظه خود که در آن مسیر و موقعیت و مکان‌ها را به خاطر سپرده
اند ارهشان را پیدا می‌کنند. این کار باعث می‌شود تاانرژی زیادی مصرف نکنند وآنرابرای کارها دیگر ذخیره
کنند.

## گوش خفاش‌ها همانند ردیاب صوتی عمل می‌کند
خفاش‌ها از گوش هایشان برای تشخیص محل طعمه استفاده می‌کنند. به خصوص خفاش‌ها حشره خوار که
گوش‌هایی بسیار حساس دارند ومی توانند از راه دور محل یک بید یا یک سوسک را تشخیص دهند.
برخی از بیدها برای اینکه طعمه خفاش‌ها نشوند روش‌ها جالبی دارند. نوعی بید چینی توانایی تشخیص امواج
صوتی خفاش را دارد، در این موقع چون می‌داند محلش شناسایی شده سریع بر روی زمین فرود می‌آید. نوع
دیگری از بیدها نیز می‌توانند امواجی از خود تولید کنند که سیستم ردیاب صوتی خفاش‌ها را مختل می‌کند.
خفاش‌ها در تمام کره زمین به جز قطب شمال و جنوب وبیابان‌ها بسیار خشک پراکنده‌اند. آن‌ها فواید زیادی
دارند. خفاش‌ها حشره خوار با تغذیه از حشرات جمعیت آن‌ها را در حال تعادل نگه می‌دارند و نمی‌گذارند که
تعدادشان آنقدر زیاد شود که تبدیل به آفت شوند؛ مثلاً آن‌ها با خوردن حشرات برگ خوار، زندگی گیاهان را
نجات می‌دهند. خفاش‌ها میوه خوار نیز در پراکندگی بذر گیاهان نقش دارند. متاٌسفانه دربارهٔ خفاش‌ها افسانه
ها و قصه‌های بد زیادی وجود دارد که بیشتر آن به دلیل نداشتن شناخت از آن هاست.